# Šútovo
Šútovo je obec na Slovensku v okrese Martin ležící na úpatí Malé Fatry. První písemná zmínka o vesnici pochází z roku 1403. V obci žije 509 obyvatel a rozloha  jejího katastrálního území je 16,63 km². Do správního území obce zasahují národní přírodní rezervace Chleb a Šútovská dolina se Šútovským vodopádem a přírodní památka Šútovská epigenéza.